# Coppa Placci 1993
La Coppa Placci 1993, quarantatreesima edizione della corsa, si svolse il 26 settembre 1993 su un percorso di 206 km. La vittoria fu appannaggio dell'italiano Maximilian Sciandri, che completò il percorso in 5h13'00", precedendo il connazionale Giorgio Furlan e il lettone Pëtr Ugrjumov.

## Ordine d'arrivo (Top 10)
| Pos. | Corridore           | Squadra               | Tempo    |
| ---- | ------------------- | --------------------- | -------- |
| 1    | Maximilian Sciandri | Motorola              | 5h13'00" |
| 2    | Giorgio Furlan      | Ariostea              | s.t.     |
| 3    | Pëtr Ugrjumov       | Gewiss-Ballan         | a 10"    |
| 4    | Bo Hamburger        | TVM-Bison             | a 16"    |
| 5    | Bruno Thibout       | Castorama             | a 25"    |
| 6    | Ivan Gotti          | Gatorade-Mega Drive   | a 28"    |
| 7    | Marco Giovannetti   | Mapei-Viner           | a 1'15"  |
| 8    | Angelo Citracca     | Navigare-Blue Storm   | a 1'35"  |
| 9    | Davide Rebellin     | GB-MG Boys Maglificio | a 2'05"  |
| 10   | Beat Zberg          | Carrera-Tassoni       | s.t.     |